# Cymodopsis beageli
Cymodopsis beageli is een pissebed uit de familie Sphaeromatidae. De wetenschappelijke naam van de soort is voor het eerst geldig gepubliceerd in 1998 door Brandt.